# Piotrowicki Las
Piotrowicki Las – niewielki, wydłużony masyw w południowo-zachodniej Polsce w Sudetach Wschodnich, w Masywie Śnieżnika – Krowiarkach.

## Położenie
Niewielki, wydłużony wał górski, o przebiegu północny zachód - południowy wschód, w północno-zachodniej części Krowiarek. Na północnym zachodzie Przełęcz Mielnicka oddziela go od Wapniarki, a na południowym wschodzie Przełęcz Piotrowicka od Żelaznych Gór. Na północy dolina potoku Piotrówka oddziela je od masywu Słupca, natomiast od południowego zachodu graniczy z Rowem Górnej Nysy. W środkowej części wznosi się kulminacja Mrówczyńca (487 m n.p.m.), a na południowy wschód od niej nieco niższa – Grodowej (481 m n.p.m.).
Na zachodnich zboczach znajduje się wieś Mielnik, a na północno-wschodnich Piotrowice Dolne.

## Budowa geologiczna
Cały masyw zbudowany jest ze skał metamorficznych, głównie łupków łyszczykowych z wkładkami i soczewami wapieni krystalicznych (marmurów kalcytowych i dolomitowych) serii strońskiej, należących do metamorfiku Lądka i Śnieżnika. Na północno-zachodnim zboczu u podnóża góry znajdują się niewielkie wyrobiska nieczynnych kamieniołomów wapienia krystalicznego oraz ruiny wapiennika. Dolne partie południowo-zachodnich zboczy zbudowane są ze skał osadowych pochodzących z okresu górnej kredy piaskowców ciosowych. Tutejsze skały kredowe stanowią fragment Rowu Górnej Nysy (niecki śródsudeckiej).

## Roślinność
Masyw w większości porośnięty lasem mieszanym regla dolnego lub lasami świerkowymi, zbocza zajmują łąki i częściowo pola uprawne. Miejscami występują skupiska roślinności kserotermicznej. 

## Turystyka
Doliną Piotrówki na północ od masywu przechodzi szlak turystyczny
- żółty – z Żelazna na Przełęcz Puchaczówkę.